# Maublancia (escarabajo)
Maublancia es un género de escarabajos de la familia Buprestidae.

## Especies
- Maublancia auberti Thery, 1947
- Maublancia testui Thery, 1947